# Sigoghin
Sigoghin est une commune située dans le département de Koudougou de la province de Boulkiemdé dans la région du Centre-Ouest au Burkina Faso.

## Santé et éducation
Le village possède deux écoles primaires publiques (bourg et Sigoam).